# Soudage à l'hydrogène atomique
Le soudage à l'hydrogène atomique (en anglais Atomic hydrogen welding, AHW ou Athydo) est un procédé de soudage de la catégorie des soudages à l'arc, qui utilise un arc entre deux électrodes de tungstène dans une atmosphère protectrice d'hydrogène. Le procédé a été inventé en 1928 par Irving Langmuir au cours de ses études sur l'hydrogène atomique. L'arc électrique brise efficacement les molécules de dihydrogène, qui se recombinent ensuite avec un énorme dégagement de chaleur, atteignant des températures de 3 400 à 4 000 °C. Sans l'arc, un chalumeau oxhydrique (réaction de combustion entre oxygène et hydrogène) ne peut atteindre que 2 800 °C. C'est la troisième flamme la plus chaude après le dicyanoacétylène à 4 987 °C et cyanogène à 4 525 °C. Un chalumeau à acétylène atteint à peine 3 300 °C.
En anglais, l'appareillage en lui même peut être appelé atomic hydrogen torch, nascent hydrogen torch ou Langmuir torch. Le procédé était également connu sous le nom de arc-atom welding.
La chaleur produite par cette torche est suffisante pour souder du tungstène (3 422 °C), le métal le plus réfractaire. La présence d'hydrogène agit également comme un gaz de protection, empêchant l'oxydation et la contamination par le carbone, l'azote ou l'oxygène, qui peuvent gravement endommager les propriétés de nombreux métaux. Cela élimine le besoin de flux à cet effet. Cependant, la fragilisation par l'hydrogène est un problème pour les aciers, le fer, le nickel, le titane, le cobalt et leurs alliages.
L'arc est maintenu indépendamment de la ou des pièces à souder. L'hydrogène gazeux est normalement diatomique (H2), mais lorsque les températures dépassent 6 000 °C près de l’arc, l’hydrogène se décompose sous sa forme atomique, absorbant une grande quantité de chaleur de l’arc. Lorsque l'hydrogène heurte une surface relativement froide (c'est-à-dire la zone de soudure), il se recombine sous sa forme diatomique, libérant ainsi l'énergie associée à la formation de cette liaison. L'énergie en AHW peut varier facilement en modifiant la distance entre le flux d'arc (on peut parler de plasma) et la surface de la pièce.
Dans le soudage à l'hydrogène atomique, le métal d'apport peut ou non être utilisé. Dans ce processus, l'arc est maintenu entièrement indépendant du travail ou des pièces à souder. La pièce ne fait partie du circuit électrique que dans la mesure où une partie de l'arc entre en contact avec la pièce, auquel moment une tension existe entre la pièce et chaque électrode.
Dans la deuxième édition (1990) de la norme ISO 4063, le procédé est encore répertorié sous le numéro 149 , mais disparaitra de la version suivante de 1998. En 2020, l'AWS décrit ce procédé (sous l'abréviation AHW) comme obsolète.
Ce procédé est remplacé par le soudage TIG ou MIG-MAG, principalement en raison de la disponibilité de gaz inertes moins coûteux et dangereux que l'hydrogène.